# أندرويد لوليبوب
أندرويد 5.0 "المصاصة"(بالإنجليزية: Android 5.0 "Lollipop")‏ هو إصدارة من نظام تشغيل الهواتف المحمولة أندرويد الذي تطوره شركة جوجل. كُشف النقاب عن الإصدارة التجريبية الأولى في 25 يونيو 2014 للمطورين وكانت تحمل اسم Android L وأُطلقت الإصدارة التجريبية الثانية المتوفرة فقط لجهازي نكسس 5 ونكسس 7 في 15 أكتوبر 2014 جنباً إلى جنب مع النسخة النهائية في 15 أكتوبر. كالعادة، تم إصدار نظام التشغيل أولاً على أجهزة جوجل الرئيسية من فئة جوجل نيكزس وعلى إصدارات جوجل بلاي في نوفمبر 2014.
قالت غوغل بأن هذه النسخة تُقدم أربعة أضعاف الأداء مُقارنةً بالنسخة السابقة أندرويد 4.4.4 "كت كات"، وخاصة مع دعمها لمعمارية 64-بت المتوفرة في معالج حاسب نكسس 9 اللوحي، كما تحدثت عن تحسينات في أداء الصوت والرسوميات، وأضاف التحديث دعمًا لـ 15 لغة جديدة وغير ذلك من الميزات. وكما قالت جوجل في مؤتمرها الخاص بالمطورين بأن هذا أكبر إصدار جديد للأندرويد حيث جاء بـ 5 آلاف واجهة برمجية جديدة توفرها للمطورين ليستفيدوا من إمكانيات النظام بشكل أكبر. النسخة مبنيّةٌ على طريقة تصميم أطلقت عليها جوجل Material Design وتسعى لتُعطي نفس التجربة مهما كان الجهاز وحجم شاشته.

## توفر التحديث
لم تُحدد جوجل حتى الآن موعدًا مؤكدًا لوصول تحديث أندرويد 5.0 (المصّاصة) إلى أجهزة نكسس، بل اكتفت بالقول بأن التحديث سيصل خلال (الأسابيع القليلة القادمة). لكن هنالك تسريباتٌ مؤكدةٌ بأن التحديث سيبدأ الوصول عبر الهواء OTA في 3 تشرين الثاني/نوفمبر. لكن التحديث سيبدأ بالوصول إلى الحواسب اللوحية قبل الهواتف، وبشكل أكثر تحديدًا إلى نسخة الواي فاي من نكسس 7 2013 ونكسس 7 2012 ونكسس 10.

## أبرز المميزات
قامت جوجل بإعادة تصميم واجهة أندرويد واعتمدت على فلسفة جديدة للتصميم باسم Materiel Design، والتي تعتمد على ألوان أكثر وتأثيرات حركة أكثر قالت جوجل أنها تجعل المستخدم يركز على ما يهمه فقط، كما أضافت عدد كبير من المزايا، أبرزها دعم الملفات الشخصية المتعددة، وهي الميزة التي تتيح لأكثر من مستخدم العمل على جهاز واحد مع الحفاظ على الخصوصية، كما تم تحسين استهلاك نظام التشغيل للبطارية وتقول جوجل أن وضع توفير الطاقة في أندرويد 5.0، يساعد في إطالة عمر البطارية لمدة تصل إلى 90 دقيقة.
في أندرويد 5.0، قالت جوجل أن بيانات الهاتف يتم تشفيرها تلقائيا بشكل افتراضي، في الإصدارات السابقة، كان على المستخدم أن يقوم بتفعيل خيار تشفير الهاتف من الإعدادات، يقوم التشفير بتحويل البيانات الموجودة في الهاتف لبيانات غير مفهومة عند نقلها من الهاتف، وهو ما يعني عدم إمكانية الوصول إلى معلومات حساسة في حالة النجاح في الحصول على البيانات.
يوفر أندرويد 5.0 للمستخدمين أيضا طرق جديدة للسيطرة على متى وكيف يتلقون التنبيهات، بالإضافة لعرض الإخطارات بترتيب أكثر ذكاء مع إمكانية التفاعل معها مباشرة من خلال شاشة القفل.